# 立花種澄
立花 種澄（たちばな たねずみ、慶安元年（1648年） - 正徳5年10月3日（1715年10月29日））は、江戸時代中期の旗本。筑後国三池藩主家立花氏の分家。諱は種澄。通称は五左衛門、左兵衛。父は三池藩主立花種長、母は市橋長政の娘。兄は立花種明。正室は加藤光定（平内）の女。養子は立花種秀。実子は娘（立花種秀妻）、娘（東条義武妻）、娘（立花種秀養女、立花達好妻）。

## 生涯
三池藩主立花種長の二男として生まれたとされる。寛文7年（1667年）11月に召されて書院番士に列し、寛文9年（1670年）12月に蔵米300俵を賜る。
元禄3年（1690年）8月に桐間番士へ転じる。しかし元禄5年7月31日（1692年9月10日）に故あって小普請に降格されて出仕停止となり、元禄7年5月（1694年）に赦免されて書院番士に戻る。
実子は娘3人のみであったので、甲府藩士の南条宗俊（与兵衛）4男であった種秀を婿養子に迎える。
正徳3年（1713年）5月に書院番士を辞し、正徳5年（1715年）に死去。享年68。法名は宗松。墓所は下谷広徳寺で代々の墓所とする。